# Gammelstads kyrkstad
Gammelstads kyrkstad är en samling kyrkstugor och kyrkstall kring Nederluleå kyrka i Gammelstad utanför Luleå, där långväga sockenbor hade sin fasta punkt vid kyrkobesök. Området är sedan 1996 upptaget på UNESCO:s världsarvslista.
Kyrkstaden är landets största och bäst bevarade kyrkstad med 404 stugor uppdelade i 552 kammare. Världsarvsområdet innefattar "kyrkan, omgiven av kyrkstaden, de gamla stadskvarteren, de offentliga byggnaderna och delar av den yngre permanenta bebyggelsen". Bland alla byggnader kan, förutom Nederluleå kyrka nämnas Betelkapellet, som är världsarvets besökscenter, Separatiststugan, Sockenmagasinet och Sockenstugan.

## Historia
Det äldsta belägget för Gammelstads kyrkstad finns i Johannes Bureus skildring av sitt besök här julen år 1600:
| ” | Alle bönder hafva sijna stugur vidh kyrkian på en plass the kalla Bärghet | „ |

Från början hade folk från samma by sina stugor intill varandra och vid byarnas olika infarter till kyrkan. Gammelstads kyrkstad har aldrig härjats av någon stor brand och förnyelsen har skett sakta och stegvis. Många av dagens kyrkstugor fanns 1817, då den första detaljerade kartan ritades, och av dessa kan ett flertal ha existerat 100 år tidigare.
De unga och de gamla samlades på olika helger till kyrkbesök, nöjen och handel i Gammelstad. Man störde inte varandra och slapp trängas i stugorna. Några var tvungna att vara hemma och sköta om gården och djuren. Kyrkhelgerna delades in i gammeldoms- och ungdomshelger. Nyår, trettondagen, Marie bebådelse, Pingst och Mikaeli var ungdomshelger. Gammeldomshelger var Påsk, Gammelmidsommar, 1:a och 4:e Böndagen och Julhelgen.
I gamla tider var det vanligt att ungdomar som funnit varandra under en kyrkhelg senare lät sig vigas i en kyrkstuga. Bröllop i kyrkan var sällsynta till långt in på 1900-talet.
Folkskolläraren Gustav Granberg (född 1891) publicerade 1916 dikten Mikaelihelgen i Gammelstad om hur kyrkstugehelgsfirande kunde te sig kring sekelskiftet 1800 till 1900.

## Världsarvsmotivering
Gammelstads kyrkstad upptogs 1996 på Unescos världsarvslista. Världsarvskommitténs motivering för detta löd:
| ” | Platsen är av ett enastående universellt värde såsom ett remarkabelt exempel på en traditionell kyrkstad i norra Skandinavien, som beundransvärt illustrerar anpassningen av konventionell stadsplanering i de speciella geografiska och klimatmässigt hårda förhållandena som råder i omgivningen. | „ |